# روسلانا تاران
روسلانا تاران (اوکراینی: Руслана Олексіївна Таран؛ زادهٔ ۲۷ اکتبر ۱۹۷۰) قایقران قایق بادبانی اهل اوکراین است.
وی همچنین برندهٔ جوایزی همچون نشان شاهدخت اولگا شده‌است.